# Coleophora salinoidella
Coleophora salinoidella é uma espécie de mariposa do gênero Coleophora pertencente à família Coleophoridae.